# Cerveza de Chile

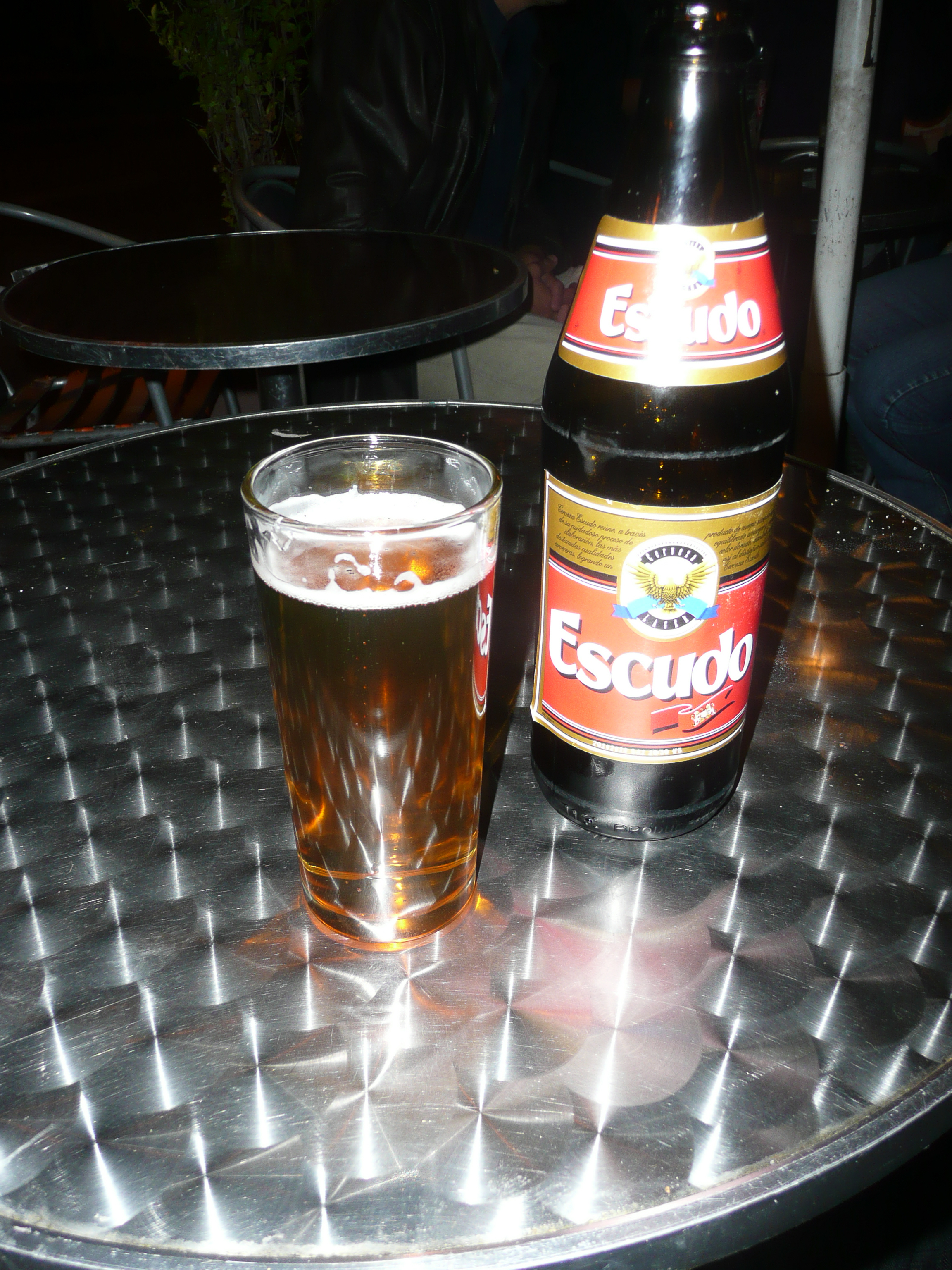
Ejemplo de una marca de cerveza chilena.

La cerveza más elaborada y consumida en Chile es la de tipo Pale lager, de entre ellas, la Pilsener es una de las más producidas. La historia cervecera del país tiene un origen y fuerte influencia en la cervecería de Alemania, debido a que los pioneros en la elaboración de cerveza a gran escala a nivel nacional provenían de las zonas de colonización alemana en el sur de Chile, en especial de las regiones de Los Lagos y Los Ríos. Adicionalmente, Chile ha desarrollado su propia identidad cervecera principalmente a través de la cervecería artesanal.la cerveza más vendida anualmente y más cotizada es la cerveza Báltica producido por cervecería Chile.

## Historia
Desde la época anterior al Chile colonial que existía el consumo de la chicha, una bebida fermentada originaria de las civilizaciones andinas en el norte de Chile, que de acuerdo a los estándares modernos puede ser clasificada como una especie de «cerveza de maíz», aunque no es considerada como tal en América del Sur. A la variante de la cultura mapuche de bebida alcohólica producida por la fermentación de cereales y semillas se le denomina muday. Con el devenir de los años, comenzó en el Reino de Chile la producción de las variantes de chicha de manzana y de uva, como una alternativa más económica al vino. En aquellos tiempos las bebidas alcohólicas más consumidas eran el vino, el pisco-aguardiente y las chichas de uva y manzana. 
La historia de la «cerveza tradicional» en Chile se inicia una vez obtenida la independencia, a partir de mediados del siglo XIX, con la introducción de la cerveza europea traída por los inmigrantes alemanes llegados a partir de 1845, los mismos quienes comenzaron con la fabricación a nivel industrial, logrando a fines de ese siglo el consumo masivo de cerveza en todo el país, siendo la Cervecería Anwandter de Valdivia, la Cervecería Aubel de Osorno y la Cervecería Ebner de Santiago, tres de las empresas pioneras en la producción cervecera nacional. El consumo y la cultura cervecera se expandió rápidamente en Chile desde las ciudades con altas concentraciones de inmigrantes europeos, tanto de los alemanes por el sur como también de irlandeses y británicos en Valparaíso y otras ciudades puerto como Punta Arenas y Antofagasta. 
En 1907 la producción anual de cerveza en Valdivia fue de 20 millones de litros. En 1997 el consumo per cápita de cerveza por parte de los chilenos era de 28 litros, mientras que en 2013, esta cifra se vio incrementada a 40 litros per cápita. En 2015 el consumo per cápita fue de 43,7 litros y se estima que para 2020 aumente a 45 litros.
El fanschop es una combinación originaria y popularizada en Chile que es resultado de la mezcla entre una cerveza rubia y una bebida de fantasía sabor naranja servida en un vaso schopero. Asimismo, la variante chilena de la michelada es preparada con merkén en lugar de otras salsas o picantes.
Con el nombre de malta en Chile es conocida la cerveza negra, esta se consume además de pura, consume mezclada con huevo en el popular coctel llamado malta con huevo, además con harina tostada, leche condensada, cacao, menta y también Coca cola, en el mercado chileno existen dos marcas de malta, Malta Morenita de la Compañía de Cervecerías Unidas y Malta del Sur de Cervecería Chile.
En relación con eventos de gran afluencia relacionados con la cerveza en Chile, desde 2005 se celebra la versión chilena de la Oktoberfest en la localidad de Malloco, tradición iniciada por descendientes de inmigrantes bávaros donde se expende principalmente este tipo de bebida. La Bierfest (en alemán: ‘fiesta de la cerveza’) de Valdivia es otra celebración cervecera reconocida a nivel nacional anualmente realizada en enero. En 1984 fue celebrada en la comuna de Llanquihue la primera versión de la Bierfest del Lago, el primer evento cervecero en la historia del país.

## Economía
Pese a que el consumo chileno de cerveza es bajo comparado con otros países de América Latina, sigue siendo la bebida alcohólica más consumida en el país, abarcando el 60 % de la participación total en el mercado nacional de tragos. En la actualidad, el pisco chileno, el vino chileno y el ron son tragos populares en Chile, por lo que el incremento de las ventas de cerveza lager y pale ale de las pequeñas productoras, y de pale lager importadas, ha sido lenta. La Compañía de Cervecerías Unidas (CCU), una empresa chilena, es la principal productora de cerveza en el mercado chileno.

### Cerveza artesanal
Las cervecerías artesanales chilenas han ganado terreno en los últimos años, enfocándose en la categoría premium, con el fin de diferenciarse de las grandes fábricas que controlan el mercado. Existen más de 300 productoras de cerveza artesanal en el país. Se calcula que la producción de estas cervecerías artesanales, ronda el 1% de la producción total chilena.

## Algunas cervecerías chilenas

### AB InBev(Cervecería Chile)[13]
Produce sus propias marcas como también algunas marcas internacionales reconocidas a nivel mundial:
- Corona.
- Stella Artois.
- Budweiser.
- Cusqueña.
- Báltica.
- Becker.
- Pilsen del Sur
- Goose Island.

### Compañía de Cervecerías Unidas(CCU)
Producen sus propias marcas y algunas marcas internacionales, como también otras bebidas alcohólicas y no alcohólicas:
- Cristal
- Escudo
- Royal Guard
- Stones
- Blue Moon
- Heineken
- Coors
- Sol
- Tecate

Marcas de cerveza artesanal chilenas donde CCU tiene una participación entre un 20% y un 100%:
- Austral.
- D'olbek.
- Polar Imperial.
- Kunstmann.
- Guayacán.
- Szot.

### Cervecerías artesanales
Algunas de las marcas de cerveza artesanal más reconocidas y premiadas:
- Mauco (Concón, Valparaíso).
- Maihue (Curicó).
- Kross (Curacaví).
- Kudell (Quinta Normal, Santiago).
- 3 Cuervos (Quinta Normal, Santiago).
- Spoh (Santiago de Chile).
- Cumbres del Ranco (Región de Los Ríos).
- Hathor (Curacaví)
- Kross (Curacaví)
- Kunstmann (Valdivia).
- Del Puerto (Región de Valparaíso).
- Mom´s Headache (Quilpué).
- Cerveza Mono Loco (Curauma).
- Weltraum (Quilpué).
- Cerveza Lagunillas (Casablanca).
- Cuello Negro (Valdivia).
- Guayacán (Valle de Elqui).
- Tübinger (Pirque).
- Szot (Provincia de Talagante).
- Granizo (Valparaíso).
- Jester (Santiago de Chile).
- Ergo (Santiago de Chile).
- Pudú (Santiago de Chile).
- Copayapu (Copiapó).
- Hasta Pronto Brewing Co (Santiago de Chile).
- Bundor (Valdivia).
- Austral (Punta Arenas).
- La Pulenta (Maipú (Chile))
- Coda (Región de Valparaíso).
- Trog (Peñaflor (Chile)).
- Independentzia (La Serena (Chile)).
- Edelstoff (La Cisterna, Santiago).
- Luthier (Concepción - Los Ángeles)
- Tamango (Santiago de Chile).
- Alameda (Santiago de Chile).
- Intrinsical (Santiago de Chile).
- Altamira (Valparaíso).
- Común Y Corriente (Recoleta, Santiago de Chile).
- Cerveza Urko (Loncoche)
- Cerveza Perro Ovejero (Punta Arenas).

### Asociaciones Cerveceras
Existen asociaciones compuestas por cervecerías artesanales y home brewers, normalmente agrupadas por zona geográfica.
- Húsares Cerveceros (Santiago de Chile).
- ChileBruers, Asociación de Cerveceros Caseros.
- Asociación Cerveceros de La Araucanía (La Araucanía).
- Cerveceros Valdivianos (Valdivia).
- ACAAF Asociación de Cerveceros Artesanales de Antofagasta (Antofagasta).
- Homebrewers Quinta Región (Viña del Mar)
- ACABB Asociación de cerveceros artesanales del Bio Bío (Concepción)